# Dmytro Semočko
Dmytro Dmytrovyč Semočko (in ucraino Дмитро Дмитрович Семочко?; Leopoli, 25 gennaio 1979) è un ex calciatore ucraino, di ruolo difensore.

## Carriera

### Club
Ha giocato nella massima serie dei campionati ucraino e russo.